# Hadjina pyroxantha
Hadjina pyroxantha là một loài bướm đêm trong họ Noctuidae.